# Mfarakeh
Mfarakeh (in arabo مفركة‎?), scritto anche mofarakah o mufaraqah noto anche come Batata Wa Bayd (in arabo بطاطا وبيض‎?) è un piatto arabo a base di patate, uova, burro chiarificato, cumino in polvere, sale e pepe, oltre a foglie di coriandolo tritate per guarnire. È un piatto unico e si mangia generalmente accompagnato con pita e tè arabo.
Il mfarakeh è tradizionalmente servito come parte di un meze nel mondo arabo, specialmente nel Levante (Giordania, Libano, Palestina, Siria).

## Etimologia
La parola "mfarakeh" (in arabo مفركة‎?) deriva dal verbo arabo farak (in arabo فرك‎?) che significa "strofinato". La radice è anche usata per descrivere lo sbriciolamento del grano completamente maturo quando viene strofinato con una mano o anche una frusta di legno usata per rompere il cibo. Ciò rende il significato più vicino a "ciò che è sbriciolato o spezzato in pezzi"; descrittivo del modo in cui l'uovo cade a pezzi intorno alle patate.